# Plan (jævn)
 For alternative betydninger, se plan. (Se også artikler, som begynder med plan)
Ordet plan bruges om en flade, der er jævn, flad og udstrakt..
I virkeligheden er et "plan" flade en abstraktion fra den virkelige verdens ujævnhed. I praksis kalder man derfor en flade for plan, når ujævnhederne ikke kan afsløres med det anvendte måleudstyr.